# Каналармійці
Каналармі́йці — загальне поняття, яким у радянські часи позначалися в'язні-будівничі Біломорсько-Балтійського каналу.
Абсолютну більшість каналармійців становили політв'язні ГУЛАГу та представники корінного населення Карелії — фіни та карели. Умови праці на каналі були жахливі, а метою було будь-якою ціною створити Біломорканал. Таким чином, радянське керівництво робило одночасно дві речі — забезпечувало виконання першої п'ятирічки та планомірно винищувало «ворогів народу» — політв'язнів.
Поводження з людьми на будівництві позиціонувалося радянською пропагандою як «перековка» «злочинців-рецидивістів» з метою «виховати працею справжніх радянських громадян».
За різними даними, на будівництві Біломорканалу загинуло від 100 до 200 тисяч людей.
Детальніше див. статтю Біломорсько-Балтійський канал.